# Supercopa de Catalunya de futbol de 2017
La Supercopa de Catalunya de futbol 2017 és la 3a edició de la Supercopa de Catalunya, una competició futbolística que enfronta els dos millors equips catalans de la lliga espanyola.
En aquest cas, es va disputar a partit únic el 7 de març de 2018, entre el FC Barcelona i el RCD Espanyol.

## Detalls dels partit
| FC Barcelona                                | 0–0 | RCD Espanyol                                 |
| ------------------------------------------- | --- | -------------------------------------------- |
|                                             |     |                                              |
| Tanda de penals                             |     |                                              |
| Alcácer · Palencia · Yerry Mina · Abel Ruiz | 4–2 | Darder · Álex López · Mario Hermoso · Jurado |

| Barcelona | Espanyol |

| PO               | Cillessen        |
| LD               | Palencia         |
| C                | Yerry Mina       |
| C                | Jorge Cuenca 62' |
| LE               | Digne 75'        |
| ID               | Aleñá 75'        |
| PV               | André Gomes 62'  |
| IE               | Denis Suárez 44' |
| ED               | Aleix Vidal 75'  |
| DC               | Alcácer          |
| EE               | Dembélé 62'      |
| Banqueta:        |                  |
|                  | Rivera 44'       |
|                  | David Costas 62' |
|                  | Hongla 62'       |
|                  | Carles Pérez 62' |
|                  | Miranda 75'      |
|                  | McGuane 75'      |
|                  | Abel Ruiz 75'    |
|                  | Ortolá           |
|                  | Ballou           |
| Entrenador:      |                  |
| Ernesto Valverde |                  |

| PO                    | Pau López          |
|                       | Javi López         |
|                       | Naldo              |
|                       | Mario Hermoso      |
|                       | Dídac Vilà 33'     |
|                       | Marc Roca          |
|                       | Granero 52'        |
|                       | Darder             |
|                       | Jurado             |
|                       | Piatti 62'         |
|                       | Melendo 71'        |
| Banqueta:             |                    |
|                       | Pedrosa 33'        |
|                       | Sergio Sánchez 52' |
|                       | Puado 62'          |
|                       | Álex López 71'     |
|                       | Edu Frias          |
|                       | Lluís López        |
|                       | Víctor Gómez       |
|                       | Cristo             |
|                       | Pipa               |
| Entrenador:           |                    |
| Quique Sánchez Flores |                    |